# ヴァルシオン
ヴァルシオンとは、バンダイナムコゲームスのコンピュータゲーム『スーパーロボット大戦シリーズ』に登場するバンプレストオリジナルのスーパーロボットである。
本項目では、ヴァルシオーネを含むヴァルシオンシリーズ全体について記述する。

## 概要
「プロジェクトUR」で開発された機体。驚異的な戦闘力を持つディバイン・クルセイダーズ（以下DC）の切り札である。ヴァルシオンは特に究極ロボとも呼ばれる。

### プロジェクトUR
アーマードモジュール（AM）の開発と並行して、DC内部で独自で進められた対異星人用兵器開発計画。DCにおける特機構想ともいえる計画である。URとはUltimate Robot（アルティメット・ロボット）の略。スーパーロボットを越える究極ロボを開発することを目的としている。
従来の機動兵器とは異なり、知能を持った敵に対する心理的効果を狙い「見た目のインパクト」を重視した外見、フラグシップ的な機体となり得る存在感、単機で戦局を変え得る攻撃力を併せ持つ機体として開発されている。この計画からヴァルシオンとヴァルシオーネが誕生し、そのノウハウは一部アーマードモジュールの開発にも活用されている。後のダイナミック・ゼネラル・ガーディアン（DGG）各機もこの計画の延長線上で開発された。

## ヴァルシオン
異星人の襲来を唱えるビアン・ゾルダーク博士が製作した対異星人戦用巨大人型機動兵器。ただしDC戦争で地球連邦軍と戦い撃破されたため、肝心の異星人とは戦っていない。
その性能から「究極ロボ」の異名を持つ。『第○次』シリーズでは、天才科学者の作ったロボットということでその強さに関して特に説明はないが、『α』シリーズ以降はEOTを参考に独自に開発した技術を使用しているとされる。
全高・重量がコン・バトラーVと同じである。これはロボット好きなビアン博士の趣味による。
『EX』では重量が10分の1の55.0tになり、『第4次』では全備重量が615.0t、『OG』では再び55.0tとなっており、作品毎に数値が一定しない。ちなみに重量55.0tの場合、全高が3分の1程度しかないR-1とほぼ同じでR-2やアルトアイゼンより軽い。『OGs』に登場する他のヴァルシオンシリーズも一般的なPTと同等の重量で、サイズに対して非常に軽量である。
武装
ディバイン・アーム
接近戦用の実体剣で、柄が長く長巻のような形状。EOTを応用した特殊合金を用いている。『ディバイン・ウォーズ』（以下『DW』）では衝撃波のみでアヤの量産型ゲシュペンストMk-II・TTを中破させた。
クロスマッシャー
手の甲の突起から発射されるビーム。赤と青の二条のビームが螺旋状に絡み合って伸びる。ヴァルシオンシリーズを象徴する武装。『DW』では背中のユニットから発射される。漫画『Record of ATX』では両方の描写がある。
メガ・グラビトンウェーブ
指向性の重力波。『OGs』では竜巻のように描写され、目標を吸い込んで引き寄せた後全身から放ったエネルギーで攻撃する。
デザイン
胸から肩にかけて大きくせり出しており、背中から後頭部を覆うように突起が伸びている。背面には大型のスラスターがあり、大きな上半身に合わせ脚部も大型である。腕部の稼動範囲が狭く、戦闘はほとんど直立不動で行われる。
機体色は赤系を基調とし曲線の多いデザインとなっている。DCにおいて双璧をなすグランゾンが青系で直線的なのと対照的である。特機構想と同様、知的生命体に対する心理的な威圧効果を狙ったため、過剰に刺々しい外見となっている。
劇中での活躍
第○次シリーズ
DC戦争（『第2次』）にて、圧倒的な力でDCによる武力統一を実行したが、ホワイトベース隊の活躍により敗れる。その後インスペクター事件（『第3次』）の際にはシロッコ、シュウの手によって製造され、ラ・ギアス事件（『EX』）ではカークス軍によって少数召喚された。『第4次/S』や『F完結編』には青い機体が「ヴァルシオン」名義で登場（ヴァルシオン改の項を参照）。
αシリーズ
木星へ行ったビアン博士とともに行方不明のため出番なし。『α』シリーズのみヴァルシオーネ同様「スーパー・マシンナリー・ヒューマノイド」というカテゴリに分類され、その1号機として形式番号「SMH-01」が与えられている。
OGシリーズ
第○次シリーズ同様、DCの総大将機として登場。DC本部のアイドネウス島にてハガネ隊を迎え撃った。ビアン博士がハガネ隊の実力を確かめるため全力を出さなかったこともあり、敗れる。

### ヴァルシオン改
第○次シリーズでは、ゾヴォーグの技術を使って改造されたヴァルシオン。強力なマップ兵器ビッグバンウェーブを装備している。
OGシリーズでは、ヴァルシオンの量産試作機。全部で7号機まで存在する。1、2、3号機にはゲイム・システムが搭載された。なお『OG外伝』でシュウが引き連れていた機体は、この量産試作機をもとに新規生産したものである。
武装 / デザイン
機体色が青い点を除きヴァルシオンと同一。
劇中での活躍
『第○次』シリーズでは名称から「改」が省略されることがある。
第○次シリーズ
インスペクター事件（『第3次』）では、シロッコがラストボスとして登場するルートで最後に乗ってくる。
ラ・ギアス事件（『EX』）ではフェイル軍によって少数召喚され、マサキ、リューネら魔装機神操者達に立ちふさがる。SFC版では武装がディバインアームとクロスマッシャーのみであったが、PS版では『第3次』においてシロッコが搭乗した機体と同仕様。
『第4次/S』では最終面でシュウとの戦闘を選んだ場合、無人機が複数登場。
『F完結偏』ではラストボス機で、ルート分岐によってシロッコまたはシャピロが搭乗する。残されていた設計図をもとにルナツーで作られた（リューネが交戦時に会話イベントで判明する）。武装はディバインアームとクロスマッシャーのみであるが、破格の装甲値と運動性を誇る。シャピロ搭乗の場合はバイオリレーションシステム（『重戦機エルガイム』の技術）を応用し、イベント発生まで精神コマンド（鉄壁、魂、根性）を使い続ける。
OGシリーズ
DC残党軍が使用。テンペストの搭乗した2号機は黒海沿岸のセバストポリ、テンザンの3号機はジュネーブでの決戦に投入された。この2機はゲイム・システムの影響で暴走し、撃墜されている。ジュネーブ戦では1号機も登場。リクセント公国のシャイン王女がアースクレイドルで洗脳・調整され強制的に乗せられていたが、ハガネ隊の奮闘により救出される。特定条件を満たすと、イングラムの指示で回収された1号機がゲイム・システムを排除した上で自軍機として使える(シリーズ初の味方側で使えるヴァルシオンである)。また、エアロゲイターも収集したデータから数機を複製し、制御兵によって運用していた。
『OGs』では7号機まで存在するという設定が付加された。
『OGDW』では最初に4機が製作されており、シャイン王女の機体が4号機に変更されている。テンペスト機はタスク、テンザン機はリュウセイ、シャイン機はライに倒された。1号機はアードラーが逃走時に使用するが、海中から現れたグルンガスト零式の斬艦刀で一刀両断された。『Record of ATX』では1号機にシャイン、3号機にテンザン、4号機にテンペストが搭乗し、3機ともジュネーブで投入された。その後、DC残党軍の旗艦に存在した別の1機が回収され、ホワイトスター戦でラーダ・バイラバンが搭乗した。

### ヴァルシオン改・タイプCF
ヴァルシオン改の宙間装備仕様。機体色は白を基調とし、直線的なデザインになっている。フレキシブル・アームをブースター・ユニットに交換。バーニア・スラスターが増設されたほか、装甲も強化されている。
本機の亜種として、ラ・ギアスにてヴァルシオーガが開発されている。
初出は『OGクロニクル』1巻収録の、八房龍之助による漫画『狡兎死して走狗烹らるか?』。後にゲーム中で使用されたグラフィックの原画も八房が担当した。
武装
クロスマッシャーが片腕のユニットからの発射ではなく、両掌の水晶体のようなデバイスと胸部発射口の三点を使用して発射するようになっている。ディバイン・アームは所持していない。
劇中での活躍
OGクロニクル
ヴァルシオン改の余剰部品から新たに組み上げ、さらに宙間戦用にデチューンした機体。衛星通信網寸断のために宇宙へ上げられようとするも、アルトアイゼンとの戦闘で大破する。
OGs
OG2シナリオ序盤で、『OGクロニクル』収録作を元にしたマップに登場。連邦軍の基地からロレンツォによって強奪される。
OG2.5、OG外伝
ロレンツォからユルゲンの手に渡った。量産型のさらにデチューンのはずが、歪曲フィールド（『OG2.5』のみ）やメガ・グラビトンウェーブを装備し性能はオリジナルにも引けを取らない。ODEシステムを搭載してユルゲンが搭乗するが、戦闘後に現れたデュミナスに破壊される。その後デュミナスによって修復され、洗脳されたラミアが搭乗。ODEシステムの中枢として運用される。
第2次OG、OGDP
同型機が2機登場。損傷し搭乗者もいない状態でラ・ギアスに召喚され、カークスの手に渡り修復される。うち1機はエウリードと共に投入され鋼龍戦隊に撃破され、もう1機はオレグが搭乗しシュウと対峙、こちらも撃破されている。

### ヴァルシオン改・タイプGF
『Record of ATX』にのみ登場するオリジナル機種。ノイエDCの指導者バン・バ・チュンがオペレーション・プランタジネットで使用した。
タイプCFを陸戦仕様に改修した機体で、武装の充実が図られている。

## ヴァルシオーネ
ヴァルシオンのパイロットとなる予定だったリューネが機体デザインを嫌って搭乗を拒んだため、代替としてビアン博士によって作られた機体。ヴァルシオンシリーズの2号機にあたる。
ビアン自身も、火力重視で機動性に問題があるヴァルシオンの欠点を補う機体の開発を考えており、そのためにプロジェクトUR2号機として開発していた機体にリューネの意見が取り入られた。2号機は、1号機で得られたノウハウを次世代に昇華させるためのダウンサイジングと、外見を可能な限り人間に近づけることを目標に開発され、リューネが要求した外見が女性型というのも「見た目のインパクトに重点を置く」というコンセプトに適していると判断された。
リューネの趣味で外見は少女型。モデルはリューネ本人であるが髪の色は赤い（リューネは金髪）。ABMDシステム（人工骨格筋肉）を採用し非常に柔軟な動きが可能、人型の顔を持つ頭部にも採用されているため表情まで変わる。髪の毛は放熱機構兼スタビライザーの役割を果たす。「スーパー・マシンナリー・ヒューマノイド」の識別名も持つが、作中では機体名で呼ばれる。
操縦システムにはダイレクト・モーション・リンクを採用。顔の表情まで読み取るために専用のパイロットスーツが用意されている（『DW』や『OGs』のOG2シナリオ以降、搭乗時に着用）。
本機はDGGの基本技術を確立した機体ともなっている。
武装
サイコブラスター
ビアン博士がサイバスターのサイフラッシュを参考にして開発したIFF識別型MAPW（マップ兵器）。サイフラッシュ同様、敵味方を識別して広範囲に攻撃可能。一部部品はサイフラッシュと共通となっている（ただしヴァルシオーネRに改造後の言及）。放射されるエネルギーは赤みがかったピンク。
『Record of ATX』では、リューネがマサキに対し「そちらの関係者が（ビアンに）情報を出したのでは?」と推測を述べている。
ディバイン・アーム
実体剣。ヴァルシオンのものより小型で鞘がついている。『OG』シリーズでは汎用武器としてガーリオン・カスタムなども装備。
ハイパー・ビームキャノン
高出力のビーム兵器。『第○次』では名称がビームランチャー。『OG』シリーズではライフルのような形状。ユニバーサル・コネクターを用いており、PTやAMも装備が可能。
クロスマッシャー
手のひらから発射される。ヴァルシオンのものとは異なり弾数制となっている。『POJ』ではハイパー・ビームキャノンのランクアップ武器になっている。
クロスソーサー / 魔球ミラージュボール2号
『POJ』で使用可能。Rと同様の武装。
必殺技
円月殺法・乱れ散華
『POJ』で使用できる必殺技。その名の通り、円月殺法で乱れ斬りにする技。月を描く動きはRと異なり、下から描く。
デザイン
「バトルアーマーを着たピンク髪の少女」という出で立ちで、バンプレストオリジナルのロボットの中でもかなり異彩を放っている。モデルとなったリューネに比べると頭身が低く体型にメリハリが少ない。
OGシリーズでリファインされ、スラスターが天使の羽のようなデザインになった。なお、「ジ・インスペクター」（OGIN）ではさらに異なったデザインとなっている。
『SECRET HANGAR』単行本1冊目に収録された特別企画「ヴァルシオーネ改造計画」では明貴美加により「ヴァルシオーネ Ver.AKITAKA」としてリファインされている。頭身はOGシリーズのものに近く、肩アーマーやスラスターが大型化し全身各部がロボットであることを強調するメカニカルなデザインになっている。
劇中での活躍
第○次シリーズ
『第3次』『EX』『第2次G』で登場。『第3次』では条件を満たすとリューネと共に使用可能。『EX』ではリューネの章の主役機として登場。リューネと共にラ・ギアスに召喚され、カークス軍の機体として活躍する。
αシリーズ
『α』に登場した時点でヴァルシオーネRに改修済であり、シリーズを通して未登場。αシリーズではヴァルシオンも「スーパー・マシンナリー・ヒューマノイド」であったため、その2号機としてSMH-02の形式番号が与えられている。
OGシリーズ
機体サイズがPTやAMに近いためか、汎用武器を装備可能（乗り換えは不可）。ヒリュウ改に同行することが多い。「向こう側」にも存在したらしく、アクセルが「こちらでは戻って来ているようだな」と発言しており、何らかの理由で行方不明になっている模様。
『POJ』では初回生産特典のプロダクトコードを入力、又はダウンロード版の早期購入特典で上記OGINのデザインである「OGIN版ヴァルシオーネ」が追加され、ヴァルシオーネRと乗り換え可能となる。
『OGDW Record of ATX』ではジュネーブ戦で初登場した際、ヴァルシオンに似たシルエットの増加装甲で全身を覆っていた。サイバスターとの剣戟戦の後に増加装甲を排除し、本来の姿を見せる。

### ヴァルシオーネR
ヴァルシオーネをラ・ギアスの練金学で改修した機体。分身能力も保有。リューネが気にしていたプロポーションも改善された。旧シリーズでは外見が変わっただけで性能は向上していないという設定になっていたが、設定が大きく変更されたOGシリーズでは、ちゃんと性能も向上したことになっている(ただし強化されたのはもっぱら武装で、機体性能自体は僅かに向上した程度)。
『α』シリーズではエアロゲイターと手を組んだジュピトリアンによって改修されており、試作型の量子波動エンジンが搭載されている。
なお機体名称の「R」は「Refine」ではなく「Return」、もしくは「Returns」の略称。
武装
ヴァルシオーネと共通の装備は前項を参照。
ディバインブレード
ディバインアームの強化型で日本刀のような形状。『LOE』でディバインアームをフル改造すると変化するランクアップ武器であるが、円月殺法を繰り出す際にも出現。
ツインメガビームランチャー / クロスマッシャー / 拡散クロスマッシャー
『LOE』ではメガビームキャノンのフル改造でこれにランクアップ。攻撃力も大幅に上がる。赤と青の二条のビームが螺旋状に絡み合って伸びる。『ROE』では当初からクロスマッシャーで、フル改造すると「拡散クロスマッシャー」にランクアップする。クロスマッシャーの発射後に両腕を開き、ビームを拡散させる。『POJ』ではツインメガビームランチャーをフル改造すると「クロスマッシャー」になる。多くの武器が前作、前々作のランクアップ武器、ないし同じになっている中、これだけがランクダウンしていると言う珍しい例。
クロスソーサー / メビウスジェイド / 魔球・ミラージュボール / 魔球・ミラージュボール2号
両肩の円盤状パーツを飛ばして目標を切り裂く。クロスマッシャーと同様に、赤と青の二色になっている。『LOE』ではフル改造するとメビウスジェイドにランクアップする。無数の球体が出現、∞記号の軌跡を描き敵に衝突し、目標を内側から破壊する。DS版ではクロスソーサーが∞記号を描いた後、無数の赤と青の玉に分裂して衝突する。多くのボスクラス機に対しアウトレンジ攻撃可能な長射程を持つ。『ROE』、『POJ』ではクロスソーサーとは別の武装になっている。『ROE』ではフル改造すると魔球・ミラージュボールにランクアップする。エネルギー球をバレーボールのように叩きつける技。ビアンから強制されて見せられたアニメから編み出したらしい。『POJ』では魔球・ミラージュボール2号にランクアップする。こちらはサッカーボールのように蹴って叩きつける。
必殺技
円月殺法
ディバインアームまたはディバインブレードを一回転させた後、敵機を一刀のもとに斬り捨てる。元ネタは『眠狂四郎』の必殺剣。リューネが時代劇オタクという設定を反映した技。『LOE』第2章で修行をこなすと習得する。『α』『α外伝』『ROE』でも使用するが、真一文字に切り裂いた標的に、背後から再度横一文字で斬り捨てる連撃に変化している。この技の戦闘アニメーションではヴァルシオーネRの瞳の色が緑色から金色に変化する。
デザイン
ヴァルシオーネと比べると頭身が上がりスタイルも良くなった。また、クロスソーサーを搭載したことで肩アーマーが大型化している。
劇中での活躍
第○次シリーズ
『第4次』終盤で初登場。『LOE』には第2章から登場する。『LOE』ではリアル頭身のため他作品より違和感のないメカ的なグラフィックになっている。基本性能が高く遠近とも対応可、また精霊属性がないため相手を選ばず戦える。
αシリーズ
髪がたなびいて表情が変わるなど、グラフィッカーのこだわりでトップクラスのアニメーションとなっている。『α外伝』では、円月殺法の使用はウェンディによる改修後となる（サイバスターなど魔装機神各機の必殺技と同様）。
OGシリーズ
DS版『魔装機神LOE』で既にヴァルシオーネRに改修された状態で登場。『第2次OG』で鋼龍戦隊がラ・ギアスに召喚されて、それぞれの事態が終結後、再び地上へ出現する間に改修された。